# Elecciones generales de Camboya de 2018
Las elecciones generales (en camboyano: ការបោះឆ្នោតជ្រើសតាំងតំណាងរាស្ត្រ នីតិកាលទី៦ ឆ្នាំ២០១៨) se realizaron en Camboya, el domingo 29 de julio de 2018, para elegir a los miembros de la Sexta Asamblea Nacional. Para estas elecciones, el número de votantes registrados ha disminuido por primera vez desde 1993 y cayó un 13,39% desde las elecciones generales anteriores. Los resultados indicaron una victoria aplastante para el Partido Popular de Camboya, ganando todos los 125 escaños y el primer ministro Hun Sen es reelecto en el cargo. Estas elecciones se realizaron en un marco en que el primer ministro se comportaba cada vez más autoritario y represivo, siendo su decisión más polémica la disolución forzada del principal partido de oposición, el Partido de Rescate Nacional de Camboya, por lo tanto, el partido gobernante compitió solo con partidos aliados o minoritarios sin relevancia nacional y sin una verdadera oposición, y ha causado dudas sobre la legitimidad de estas elecciones en la comunidad internacional.

## Antecedentes
En las elecciones anteriores del 28 de julio de 2013, se produjo la cuarta victoria consecutiva del Partido Popular de Camboya (CPP), obteniendo 68 escaños de la Asamblea Nacional y el opositor Partido de Rescate Nacional de Camboya (CNRP) ocupando el resto de los 55 escaños. A pesar de su gran ganancia en escaños, la oposición rechazó los resultados y acusó al partido gobernante de fraude electoral. Como resultado, el CNRP boicoteó el parlamento en septiembre de 2013 y prometió no ingresar al parlamento hasta una reforma electoral legítima. Los resultados de las elecciones en disputa llevaron al estallido de protestas generalizadas contra el gobierno.
El 10 de abril de 2014, el primer ministro Hun Sen acordó celebrar las elecciones cinco meses antes, en febrero de 2018. Sin embargo, la oposición lo rechazó y quiere que las elecciones se celebraran a principios de 2015 o mediados de 2016. El 22 de julio de 2014, la crisis política terminó oficialmente y la oposición acordó aceptar sus escaños en el parlamento. Las próximas elecciones también se acordaron que se celebrarán en 2018.
En noviembre de 2015, al líder del CNPR Sam Rainsy se le prohibió participar en las elecciones de 2018, se le ha privado de la inmunidad parlamentaria y se le ha prohibido regresar a Camboya. En diciembre de 2016, su asistente Kem Sokha lo reemplazó como líder de la oposición. El 3 de septiembre de 2017, Sokha fue arrestado y acusado de "traición", planteando preguntas sobre el futuro del partido. Otro acto de represión por parte del gobierno fue el cierre del periódico The Cambodia Daily. El 16 de noviembre de 2017, el CNPR fue disuelto por la Corte Suprema, eliminando cualquier desafío real al CPP en el largo plazo. Sus escaños en el parlamento se distribuyeron a otras tres partidos.

## Resultados
| Partido                   | Partido                                          | Votos     | %     | Escaños | +/–   |
| ------------------------- | ------------------------------------------------ | --------- | ----- | ------- | ----- |
|                           | Partido Popular de Camboya                       | 4 889 113 | 76,85 | 125     | +57   |
|                           | FUNCINPEC                                        | 374 510   | 5,89  | 0       | 0     |
|                           | Liga por la Democracia                           | 309 364   | 4,86  | 0       | 0     |
|                           | Partido de la Voluntad Jemer                     | 212 869   | 3,35  | 0       | Nuevo |
|                           | Partido Jemer Nacional Unido                     | 99 377    | 1,56  | 0       | Nuevo |
|                           | Partido Demócrata de Base                        | 70 567    | 1,11  | 0       | Nuevo |
|                           | Partido Socialdemócrata de la Colmena            | 56 024    | 0,88  | 0       | Nuevo |
|                           | Partido Jemer contra la Pobreza                  | 55 298    | 0,87  | 0       | 0     |
|                           | Partido Jemer Unido                              | 48 785    | 0,77  | 0       | Nuevo |
|                           | Partido Nacionalidad Camboyana                   | 45 370    | 0,71  | 0       | 0     |
|                           | Partido Republicano Jemer                        | 41 631    | 0,65  | 0       | Nuevo |
|                           | Partido de la Juventud Camboyana                 | 39 333    | 0,62  | 0       | Nuevo |
|                           | Partido Dharmocracia                             | 29 060    | 0,46  | 0       | Nuevo |
|                           | Partido del Desarrollo Económico Jemer           | 23 255    | 0,37  | 0       | 0     |
|                           | Partido del Levantamiento Jemer                  | 22 002    | 0,35  | 0       | Nuevo |
|                           | Partido Ponleu Thmey                             | 13 509    | 0,21  | 0       | Nuevo |
|                           | Partido Democracia del Pueblo Indígena Camboyana | 10 197    | 0,16  | 0       | Nuevo |
|                           | Nuestra Patria                                   | 9174      | 0,14  | 0       | Nuevo |
|                           | Partido Republicano Democrático                  | 8591      | 0,14  | 0       | 0     |
|                           | Partido Reaksmey Khemra                          | 4212      | 0,07  | 0       | Nuevo |
|                           |                                                  |           |       |         |       |
| Votos en blanco/inválidos | Votos en blanco/inválidos                        | 594 659   | 8,55  |         |       |
| Votos válidos             | Votos válidos                                    | 6 362 241 | 91,45 |         |       |
| Total                     | Total                                            | 6 956 900 | 100   | 125     | 2     |
| Abstención                | Abstención                                       | 1 423 317 | 16,98 |         |       |
| Inscritos/participación   | Inscritos/participación                          | 8 380 217 | 83,02 |         |       |